# Agnetina zwicki
Agnetina zwicki är en bäcksländeart som beskrevs av Bill P.Stark och Ignac Sivec 2008. Agnetina zwicki ingår i släktet Agnetina och familjen jättebäcksländor. Inga underarter finns listade i Catalogue of Life.